# آيت تنماست (آيت إسحاق)
آيت تنماست هي إحدى مشيخات المملكة المغربية، تتبع جغرافيا لإقليم خنيفرة وإداريًا لآيت إسحاق. يقدر عدد سكانها بـ 3760 نسمة حسب الإحصاء الرسمي للسكان والسكنى لسنة 2004.